# Димитрова, Елизавета
Елизавета Димитрова (макед. Елизабета Димитрова); 28, июль 1962, Скопье, Северная Македония — северомакедонский историк искусства,византинист, профессор.

## Биография
Она закончила в 1986 Философский факультет в Скопье, получив награду Франца Мэннинга как лучший студент философского факультета за десятилетие 1976 - 1986 и лучший студент в Университет Святых Кирилла и Мефодия в Скопье в 1986 г.
Она получила степень магистра Белградский университет в 1993 году и докторскую степень в 1998 году.
Приглашенный лектор в Университете Темпи - Аризона.С 1987 года работает на философском факультете в Скопье в должности профессора.

## Научная работа
В рамках своей научной работы она посвятила себя изучению искусства, культуры и социокультурных особенностей раннехристианской и византийской эпох. В этом контексте она расшифровала и впервые опубликовала программные, иконографические и художественные особенности керамических «икон» с сайта Виничко кале, которые в 90-х годах XX века стали одной из главных археологических достопримечательностей в Европе.
Она расшифровала символику и иконографию важнейших церквей и монастырей Северной Македонии: (Нерези, Курбиново, Вељуса, Водоча, Црква „Св. Андрей“ - Матка, Марков монастырьи т. д.)
Она также работала на важнейших археологических объектах Северной Македонии — древнем городе Стоби, изучая фрагменты фресок и древний греческий город Гераклея Линкестис, изучая монументальные мозаики раннехристианского периода.
Со своими докладами она участвовала в 53 национальных и международных научных собраниях и была менеджером 29 международных проектов,,.

## Опубликованные научные труды
•	Керамические рельефы из крепости Виница, Скопье, 1993 г./Ceramic Reliefs of the Vinica Kale, Skopje 1995 
•	Древнейшие христианские символы, Скопье, 1995 г.
•	Терракота из Виницы, Скопье 2000
•	Средневековые фрески в Македонии, Скопье 2000 
•	Монастырь Матейче, Скопье 2002 
•	Macedonia. L’arte medioevale, Milano 2006/Византийская Македония, Скопье 2006 г./ Macedoine Byzantine. Histoire de l’Art Macédonien du IXe au XIVe siècle, Thalia, Paris 2006 (в соавторстве с С. Коруновский) 
•	Охрид - богатство мира, Скопье 2007
•	Семь памятников культуры в Скопье и регионе Скопье, Скопье 2009/Skopje. Seven Monuments of Art and Architecture, Skopje 2010 Les Arts Sacrès de Sept Monuments à Skopje et dans ses environs du XIIe au XIXe siècle, Skopje 2012
•	Охрид Sub specie aeternitatis, Охрид 2011 (в соавторстве с П. Кузьман)
•	Painting and Architecture in Medieval Macedonia, Skоpje 2011 (в соавторстве с С. Коруновский)
•	Матка. Культурное наследие, Охрид 2011 (в соавторстве с В. Лилчичем, К. Антевской и А. Василевским)
•	Тайна Виницы. Керамическая сокровищница из позднеантичной крепости /The Vinica Mystery. The Ceramic Treasuries of a Late Antique Fortress, Vinica 2012
•	The Painterly Horizons of the Frescoes of the Episcopal Basilica: Iconographic Design, Symbolic Configuration, Stylistic Modularities, Early Christian Wall Paintings from the Episcopal Basilica in Stobi, Stobi 2012
•	Македония. Культурно-исторические факты тысячелетия (один из авторов энциклопедии и редактор), Скопье, 2013 г.
•	Seven Medieval Churches in the Republic of Macedonia, Skопје 2014/ Семь средневековых церквей в Республике Македонии, Скопье, 2015 г. (в соавторстве с Г. Велковым)
•	The Church of Saint Panteleimon at Nerezi, Skопје 2015/Церковь Святого Пантелеймона в Нерези, Скопье 2016
•	The Church of Saint George at Kurbinovo, Skопје 2016/Церковь Святого Георгия в Курбиново, Скопье 2016
•	The Church of the Virgin Eleoussa at Veljusa, Skоpje 2016/Церковь Пресвятой Богородицы Елеуса в Велюсе, Скопье 2016
•	 The Church of the Holy Mother of God at Matejče, Skопје 2016/Церковь Пресвятой Богородицы в Матейче, Скопье 2016
•	The Terracotta Relief Plaques from Vinica, Skопје 2016/Рельефная керамическая плитка от Виница, Скопье 2016 
•	Perception of Beauty (with co-authors), Rijeka 2017
•	Охридское архиепископство: история, культура, традиции, самобытность, Скопье 2018
•	Скопье. Восемь тысячелетий жизни, культуры, труда, Скопье. 2019 (в соавторстве с Д. Митревски, В. Лилчич Адамс и Э. Маневой)
•	Seven Medieval Churches in the Region of Pelagonia and Prespa, Skopje 2019
•	The Church of Saint Demetrius (King Marko’s Monastery) at Sušica, Skopje 2020/Церковь Святого Димитрия (Марков монастырь) в Сушице, Скопье 2020
•	The Church of Saint Andreas In the Gorge of Matka, Skopje 2020/Церковь Святого Андрея в каньоне Матка, Скопье 2020
•	и 120 научных работ, опубликованных в отечественных и зарубежных периодических изданиях.